# Krajowa Izba Gospodarcza
Krajowa Izba Gospodarcza – organizacja samorządu gospodarczego działająca na podstawie ustawy z dnia 30 maja 1989 r. o izbach gospodarczych (Dz.U. z 2019 r. poz. 579), powstała na bazie Polskiej Izby Handlu Zagranicznego.
Krajowa Izba Gospodarcza zrzesza, na zasadzie dobrowolności, izby gospodarcze (branżowe i bilateralne) oraz inne organizacje gospodarcze i społeczne, których przedmiotem działania jest wspieranie rozwoju gospodarczego. Zrzesza blisko 160 organizacji biznesowych.

## Historia i działania
W 1993, w celu stworzenia zaplecza naukowego dla swojej działalności założyła Fundację Instytut Badań nad Demokracją i Przedsiębiorstwem Prywatnym (IBnDiPP).
Działa na rzecz promocji i poprawy wizerunku Polski na świecie. Należy do Stowarzyszenia Europejskich Izb Handlowo-Przemysłowych (European Chambers of Commerce and Industry) „Eurochambers” w Brukseli, oraz do Międzynarodowej Izby Handlowej (International Chamber of Commerce – ICC) w Paryżu.
W 2009 Krajowa Izba Gospodarcza zorganizowała obchody jubileuszu 200-lecia samorządu gospodarczego w Polsce, ogłaszając rok 2009 „Rokiem Samorządu Gospodarczego”.

## Zadania
Do zadań Krajowej Izby Gospodarczej należy:
- reprezentowanie interesów swoich członków i podmiotów gospodarczych wobec organów państwa, organizacji krajowych i zagranicznych;
- działanie na rzecz rozwoju przedsiębiorczości w nowoczesnych formach organizacyjnych i technologicznych oraz wyrażanie opinii o stanie rozwoju gospodarczego w Polsce;
- współudział w tworzeniu warunków sprzyjających działalności gospodarczej, w tym także w zakresie handlu zagranicznego;
- inspirowanie tworzenia i nowelizacji przepisów oraz prezentowanie opinii w dziedzinie polityki gospodarczej;
- gromadzenie i rozpowszechnianie informacji dotyczących funkcjonowania podmiotów gospodarczych w kraju i za granicą oraz współpracy kooperacyjnej, zaopatrzeniowej i organizacyjno-finansowej;
- rozwój i podnoszenie poziomu kształcenia zawodowego, wspieranie nauki zawodu w zakładach pracy oraz doskonalenie zawodowe pracowników;
- kształtowanie zasad etyki i społecznie akceptowanych norm postępowania w stosunkach gospodarczych;
- wykonywanie innych zadań, m.in. powierzonych Izbie na jej wniosek lub za jej zgodą przez Radę Ministrów.

## Jednostki zależne
- Fundacja „Instytut Badań nad Demokracją i Przedsiębiorstwem Prywatnym” (zrzeszona w neoliberalnej europejskiej sieci think tanków Stockholm Network(inne języki)[1]).

## Siedziba
Izba mieści się w kamienicy Karola Scheiblera (arch. Józef Dziekoński i Edward Lilpop) z 1886 przy ul. Trębackiej 4 (1989-).